# Конвент (Луизијана)
Конвент (енгл. Convent) насељено је место без административног статуса у америчкој савезној држави Луизијана.

## Демографија
По попису из 2010. године број становника је 711.
| Група             | 2000.    | 2010.       |
| Белци             | 0 (0,0%) | 226 (31,8%) |
| Афроамериканци    | 0 (0,0%) | 468 (65,8%) |
| Азијати           | 0 (0,0%) | 1 (0,1%)    |
| Хиспаноамериканци | 0 (0,0%) | 9 (1,3%)    |
| Укупно            | 0        | 711         |